# Porvoo
Porvoo (en suédois : Borgå) est une ville sur la côte sud de la Finlande.

## Toponymie
Porvoo en finnois vient du suédois Borgå (borg signifiant château et å rivière) donc la rivière du château. La rivière Porvoo a reçu son nom au XIVe siècle de la citadelle sur la colline, puis il est devenu le nom de la ville.

## Géographie
Le centre-ville est situé entre des collines de gravier dans la vallée du Porvoonjoki sur les rives de la baie Porvoonlahti. La ville est traversée par trois rivières: Mustijoki, Porvoonjoki et Ilolanjoki, dont les bassins versants comprennent les lacs Viksberginjärvi et Veckjärvi.
Porvoo abrite six sites Natura 2000 : Boxin suot, Emäsalon suot, Pernajanlahti et la réserve marine de l'archipel de Pernaja, Porvoonjoen suisto, le Phare de Söderskär, l'archipel de Långören et la forêt ancienne de Tungträsket.
Les communes voisines sont Sipoo à l'ouest, Pornainen au nord-ouest, Askola au nord et Pernå à l'est.

## Histoire
La région de Porvoo est habitée depuis l'âge de pierre.
À l'époque préhistorique, la rivière Porvoonjoki était une voie de commerce pour les habitants du Häme qui avaient également des colonies permanentes dans la région, comme le village de Hattula (plus tard Strömsberg), qui a été nommé d'après un village du Häme.
La paroisse de Porvoo est mentionnée pour la première fois dans des sources écrites en 1351.
Le nom original de la rivière Porvoonjoki serait Kukinjoki. Le nom dérive du nom du pignon des navires marchands communs dans la mer Baltique à l'époque médiévale. Le premier centre habité de la région est Saksala, signifiant « la place des Allemands » qui fait référence aux marchands qui venaient commercer à Saksala,.
Porvoo est colonisée par les Suédois aux XIIIe et XIVe siècles après la soi-disant deuxième croisade suédoise contre les habitants du Häme en 1249-1250. La colonisation est menée par l'Église catholique et le royaume de Suède. Les colons sont originaires du Svealand et ont bénéficié de semences, de bétail et d'une exonération fiscale pendant quatre ans.
Dans ces temps reculés, la paroisse comprenait également les actuelles Askola, Pornainen et Pukkila. Porvoo est une des six villes de Finlande fondées au Moyen Âge, qui lui a légué une cathédrale. Vers 1380, Porvoo est la troisième ville de Finlande à obtenir des droits de ville, après Turku en 1229 et Ulvila en 1365. En raison de l'élévation des terres et de la perte d'accès à la navigation maritime, Ulvila a perdu les droits de ville en 1558.
Porvoo est nommée d'après le nom suédois Borgå (Borg=château, å=rivière) de la forteresse Iso Linnanmäki construite près du fleuve Porvoonjoki.
En 1760, environ les deux tiers des bâtiments de Porvoo ont été détruits par un incendie. Lors de la reconstruction, le plan de la ville n'a pas été modifié, mais de nouveaux bâtiments ont été construits sur les fondations médiévales existantes.
Après la conquête de la Finlande par l'armée russe en 1808, la Suède doit céder la Finlande à la Russie en 1809 selon le traité de Fredrikshamn.
C'est dans la cathédrale de Porvoo que s'est tenue en 1809 la Diète de Porvoo. La diète de Porvoo en 1809 a été un point de repère dans l'histoire de la Finlande. Le tsar Alexandre Ier confirme la nouvelle Constitution finlandaise (qui était essentiellement la Constitution suédoise de 1772) et donne à la Finlande le statut de Grand-Duché autonome.
En 1923, six ans après l'indépendance de la Finlande, l'ancien diocèse de Viipuri, qui fonctionnait à Porvoo, a été remplacé par le diocèse actuel de l'église évangélique-luthérienne de Finlande, le diocèse de Porvoo.
La cathédrale a été incendiée le 29 mai 2006. Le toit a été totalement détruit mais l'essentiel de l'intérieur a été sauvegardé. La cathédrale est à nouveau ouverte au public.
La ville possède aussi de nombreux bâtiments de bois. L'une des maisons les plus connues est celle de Johan Ludvig Runeberg, poète national de Finlande, qui a vécu à Porvoo pendant de nombreuses années.

## Démographie

### Population de 1815 à 1939
| Année      | 1815  | 1840  | 1850  | 1860  | 1870  | 1880  | 1890  |
| ---------- | ----- | ----- | ----- | ----- | ----- | ----- | ----- |
| Population | 2 223 | 2 767 | 2 950 | 3 188 | 3 478 | 3 876 | 4 214 |

| Année      | 1900  | 1910  | 1920  | 1923  | 1930  | 1938  | 1939  |
| ---------- | ----- | ----- | ----- | ----- | ----- | ----- | ----- |
| Population | 5 035 | 5 466 | 6 244 | 6 299 | 6 821 | 7 054 | 7 149 |

### Population depuis 1980
Depuis 1980, la démographie de Porvoo a évolué comme suit,, :
| Année      | 1980   | 1985   | 1990   | 1995   | 2000   | 2005   | 2010   |
| ---------- | ------ | ------ | ------ | ------ | ------ | ------ | ------ |
| population | 38 296 | 39 833 | 41 930 | 43 315 | 44 969 | 46 982 | 48 768 |

| Année      | 2015   | 2020   |
| ---------- | ------ | ------ |
| population | 49 934 | 50 590 |

Comme sur une partie des côtes ouest et sud de la Finlande, une partie importante de la population est de langue suédoise. À Porvoo, 63 % de la population était de langue finnoise et 35 % est de langue suédoise en 2000.

## Politique et administration

### Conseil municipal
Les sièges des 51 conseillers municipaux sont répartis comme suit:
| Parti     | Parti                              | Sièges 2021–2025 |
| --------- | ---------------------------------- | ---------------- |
|           | Parti social-démocrate de Finlande | 10               |
|           | Vrais Finlandais                   | 5                |
|           | Parti de la Coalition nationale    | 10               |
|           | Parti du centre                    | 2                |
|           | Ligue verte                        | 6                |
|           | Alliance de gauche                 | 2                |
|           | Suomen ruotsalainen kansanpuolue   | 15               |
|           | Chrétiens-démocrates               | 1                |
|           | Mouvement maintenant               | 0                |
| Sources : |                                    |                  |

### Subdivisions administratives
Porvoo est divise en 9 agglomérations : Porvoon keskustaajama, Hinthaara, Kerkkoo, Kilpilahti, Ilola, Voolahti, Renum-Jakari, Girsnäs et Blinkan.

## Économie

### Principales entreprises
En 2020, les principales entreprises de Porvoo par chiffre d'affaires sont :
| Société                              | C.A.   |
| ------------------------------------ | ------ |
| Secto Automotive Oy                  | 273 M€ |
| Borealis Polymers Oy                 | 270 M€ |
| Kilpilahden Voimalaitos Oy           | 173 M€ |
| Neste Engineering Solutions Oy       | 165 M€ |
| Bewisynbra Raw Oy                    | 108 M€ |
| Ensto Finland Oy                     | 91 M€  |
| Suomen Voima Oy                      | 81 M€  |
| Viessmann Refrigeration Systems Oy   | 52 M€  |
| Porvoon Energia Oy - Borgå Energi Ab | 47 M€  |
| Järvileasing Oy                      | 44 M€  |

### Employeurs
En 2020, ses plus importants employeurs sont:
| Employeur                          | Employés |
| ---------------------------------- | -------- |
| Borealis Polymers Oy               | 966      |
| Neste Engineering Solutions Oy     | 772      |
| Viessmann Refrigeration Systems Oy | 351      |
| Bilfinger Industrial Services      | 308      |
| Porvoon Liikenne Oy                | 101      |
| Eezy VMP Porvoo                    | 87       |
| Bewi Raw Oy                        | 83       |
| Secto Automotive Oy                | 77       |
| EW Manning Oy                      | 74       |
| Prima Shipping Oy Ab               | 73       |

## Lieux et monuments

Ruelles de Porvoo. Croisement des rues Itäisen Pitkäkatu et Kulmakuja.

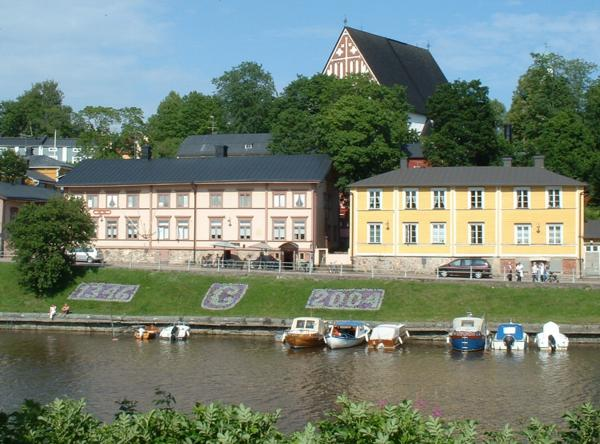
La cathédrale de Porvoo vue de la rive opposée du Porvoonjoki.

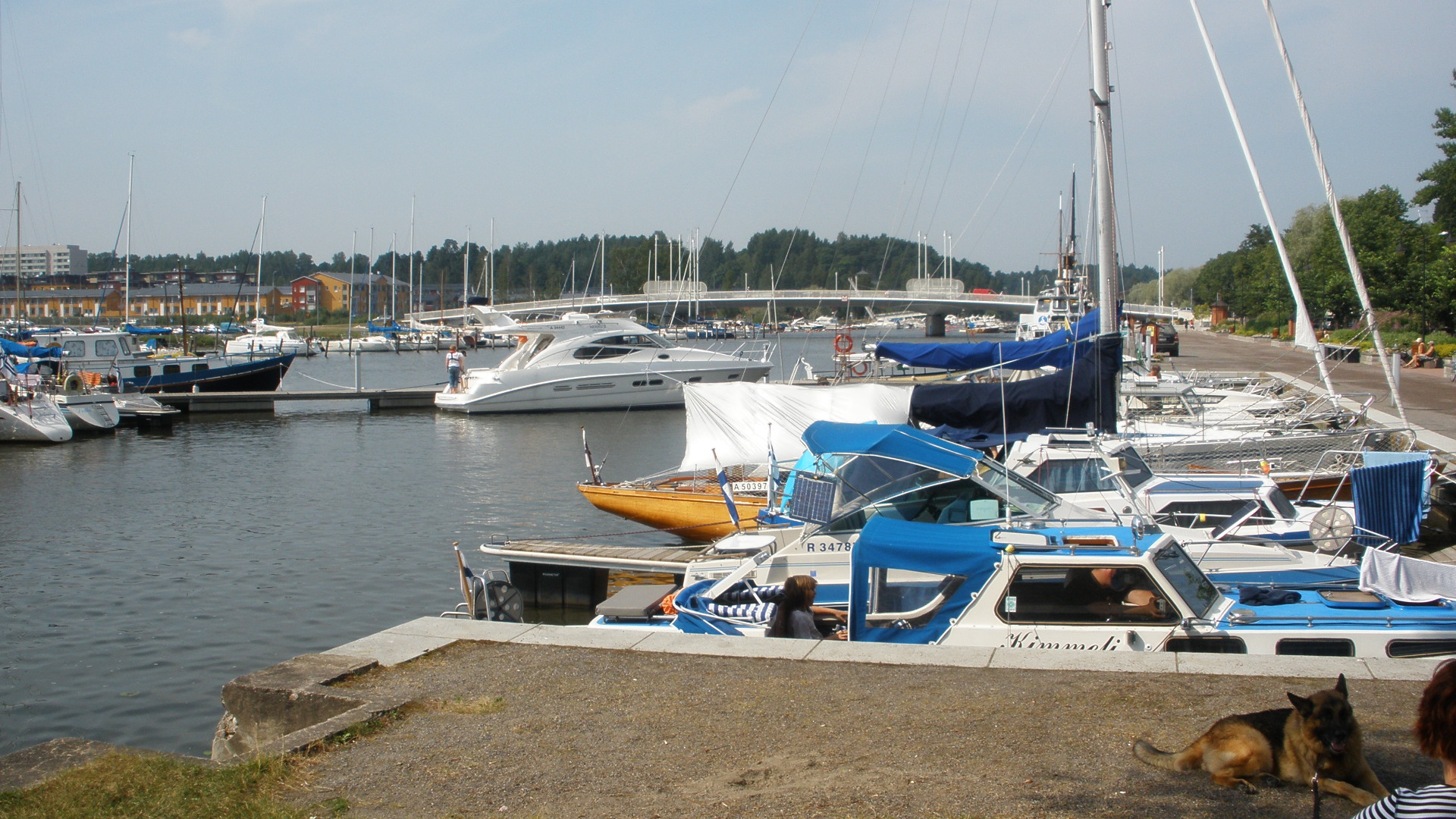
Le port de plaisance de Porvoo.

- Lycée de Porvoo
- Maison de Runeberg (fi)
- Cathédrale de Porvoo
- Ancien Porvoo (fi)
- Musée Albert Edelfelt (fi)
- Usine d'art (fi)
- Mairie de Porvoo
- Musée de Porvoo
- Colline fortifiée
- Postimäki (fi)
- Phare de Söderskär
- Manoir de Haiko (fi)
- Port de Kilpilahti
- Emäsalo
- Pirttisaari (fi)
- Onas (fi)
- Hôpital de Porvoo

## Transports

### routiers
Porvoo se situe à une cinquantaine de kilomètres à l'est d'Helsinki.
Elle est reliée par la nationale 7 ( ) à Helsinki et Kotka.
La kantatie 55 () la relie à Mäntsälä et à Hyvinkää.
Porvoo est traversée par la seututie 170 () qui va d'Helsinki à Loviisa et par six routes de liaison : , , , ,  et .

### maritimes
Porvoo abrite le plus grand port de Finlande, le port de Kilpilahti et le port de Tolkkinen,.
En plein centre-ville, le Porvoonjoki héberge un port de plaisance.

## Jumelages
La ville de Porvoo est jumelée avec :
| Ville | Ville             | Pays | Pays       | Période     |
| ----- | ----------------- | ---- | ---------- | ----------- |
|       | commune de Tyresö |      | Suède      |             |
|       | Commune de Viimsi |      | Estonie    |             |
|       | Dalvík            |      | Islande    | depuis 1978 |
|       | Dinkelsbühl       |      | Allemagne  | depuis 1961 |
|       | Hamar             |      | Norvège    | depuis 1953 |
|       | Hancock           |      | États-Unis |             |
|       | Kamień Pomorski   |      | Pologne    | depuis 1988 |
|       | Lund              |      | Suède      | depuis 1945 |
|       | Sourgout          |      | Russie     |             |
|       | Ventspils         |      | Lettonie   |             |
|       | Viborg            |      | Danemark   | depuis 1950 |
|       | Viljandi          |      | Estonie    |             |

## Personnalités
- Albert Edelfelt (1854-1905), peintre
- Sami Hyypiä (1973), footballeur
- Ville Vallgren (1855-1940), Sculpteur
- Joonas Henttala (1991),coureur cycliste finlandais
- Remu Aaltonen, musicien
- Carl Johan Adlercreutz, général et homme d'État
- Frans Ludvig Calonius, architecte
- Torvald Appelroth, escrimeur olympique
- Albert Edelfelt, peintre
- Hanna Ek, Miss Finlande 2005
- Sami Hyypiä, capitaine de l'Équipe de Finlande de football
- Vladimir Kirillovitch de Russie, grand-duc de Russie
- Sami Laakkonen, joueur de bandy
- Adolf Lindfors, champion olympique de lutte gréco-romaine
- Johan Ludvig Runeberg, poète national
- Solveig von Schoultz, écrivain
- Seppo Telenius, écrivain et historien
- Ville Vallgren, sculpteur
- Osmo Antero Wiio, professeur, homme politique,
- Margaretha Zetterberg, pionnière du textile et de l'artisanat

## Galerie

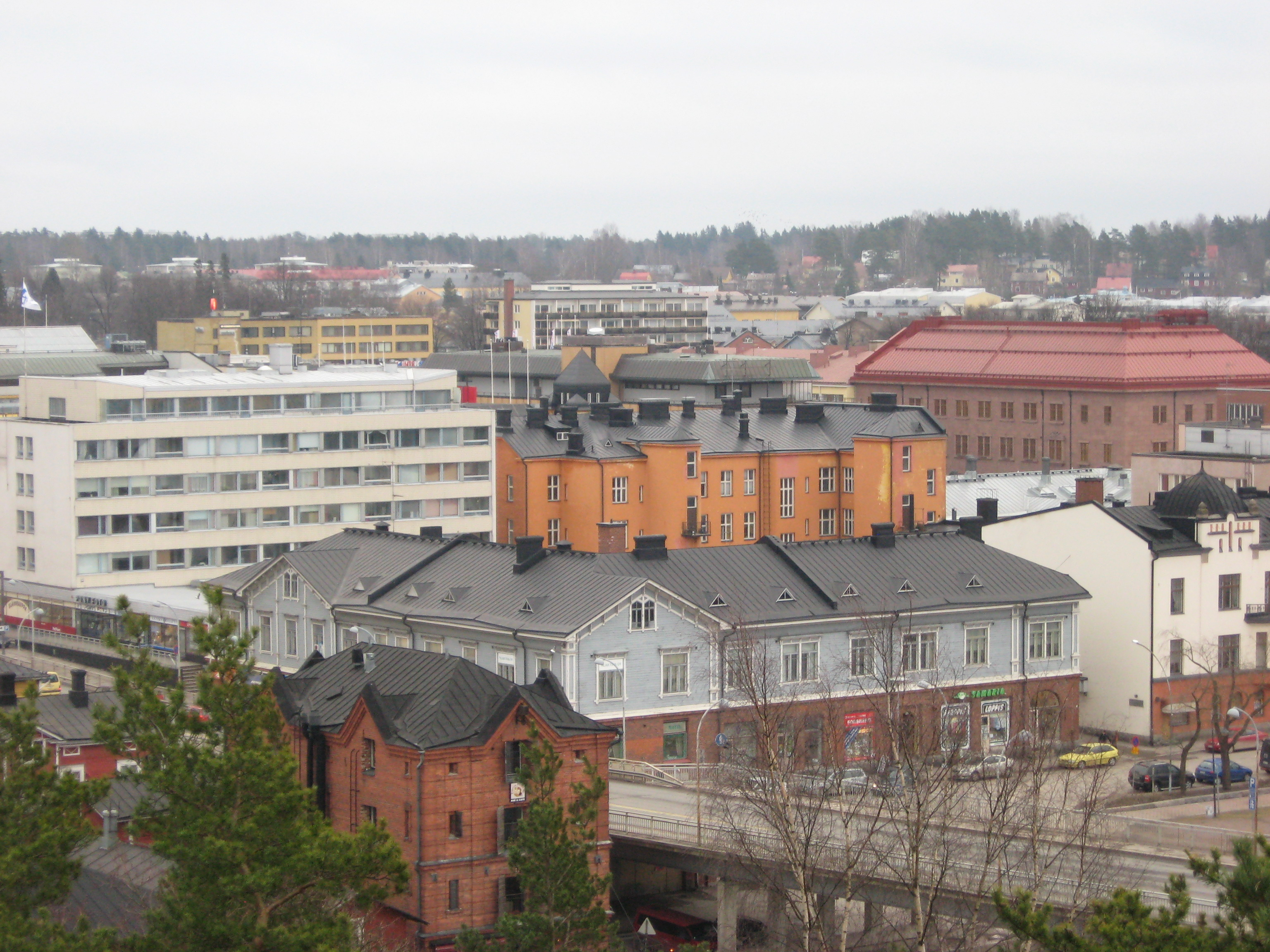
Le centre de Porvoo.
Maisons anciennes.
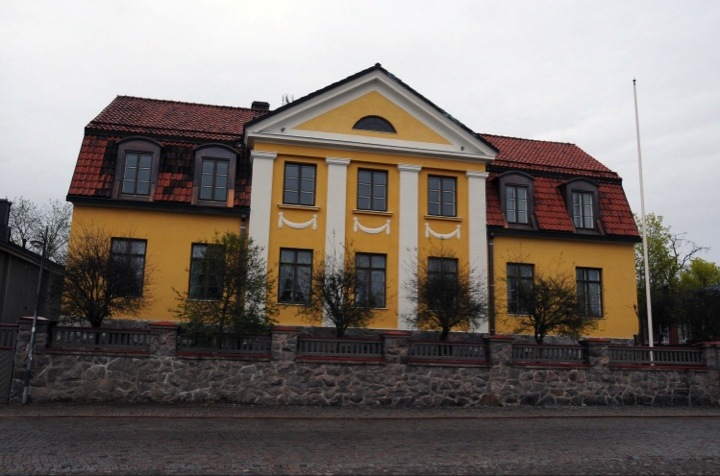
L’archevêché du diocèse suédophone.
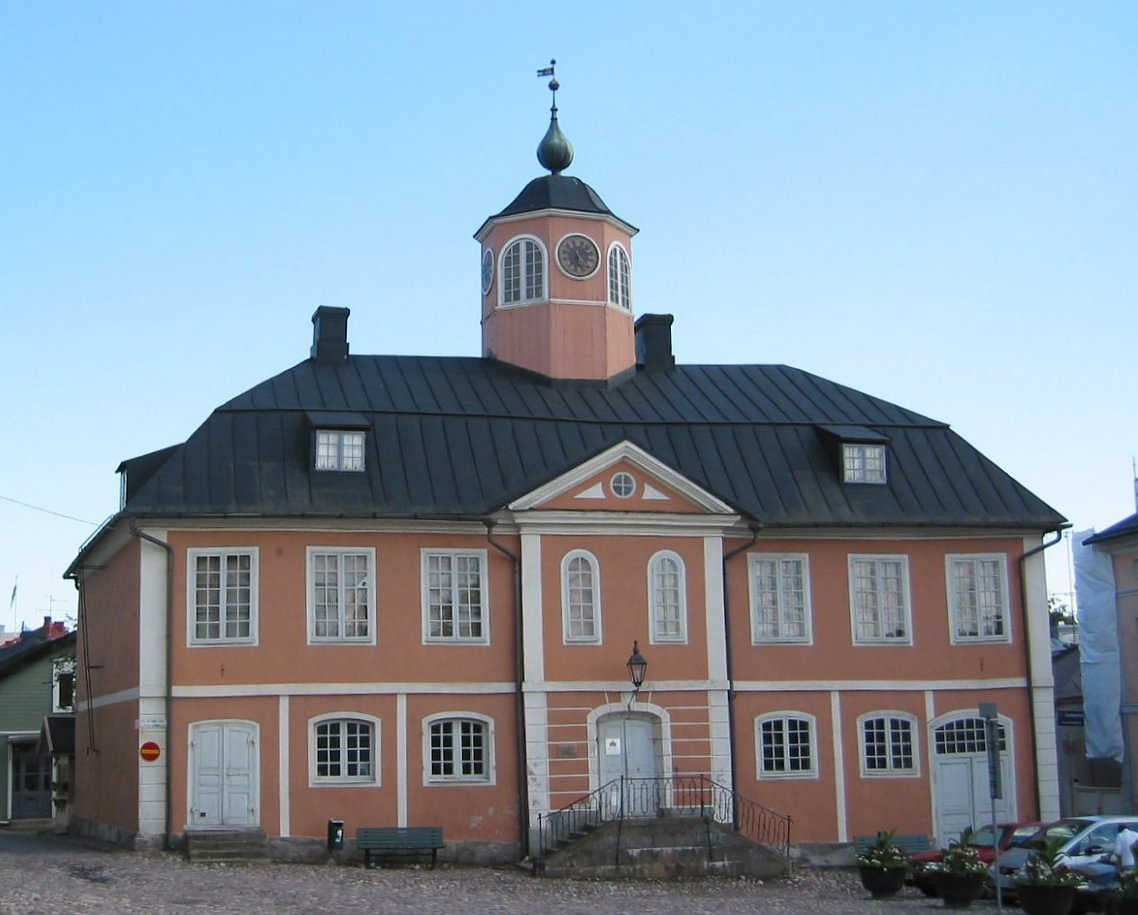
L'ancienne mairie de Porvoo.
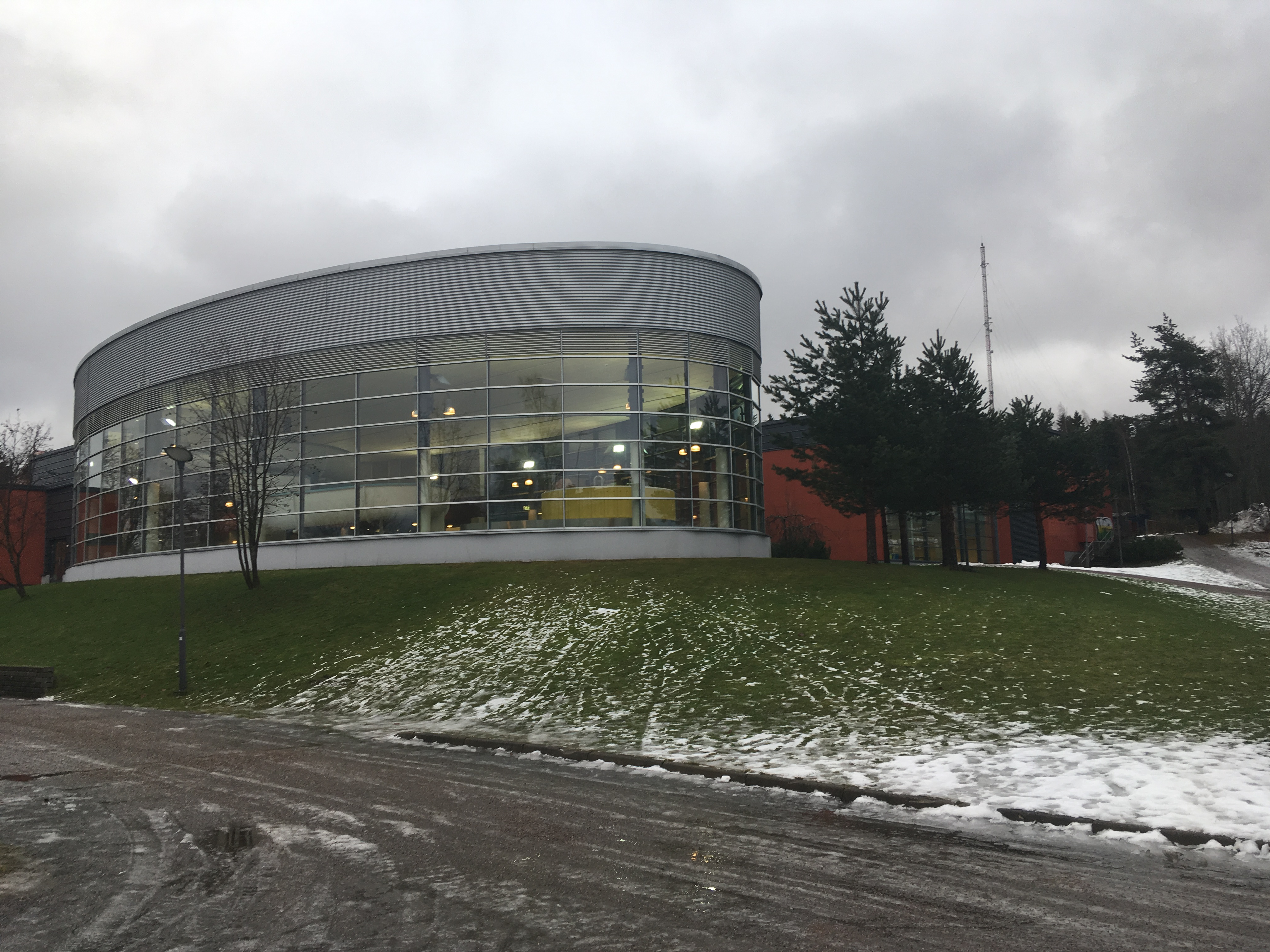
La piscine de Porvoo.
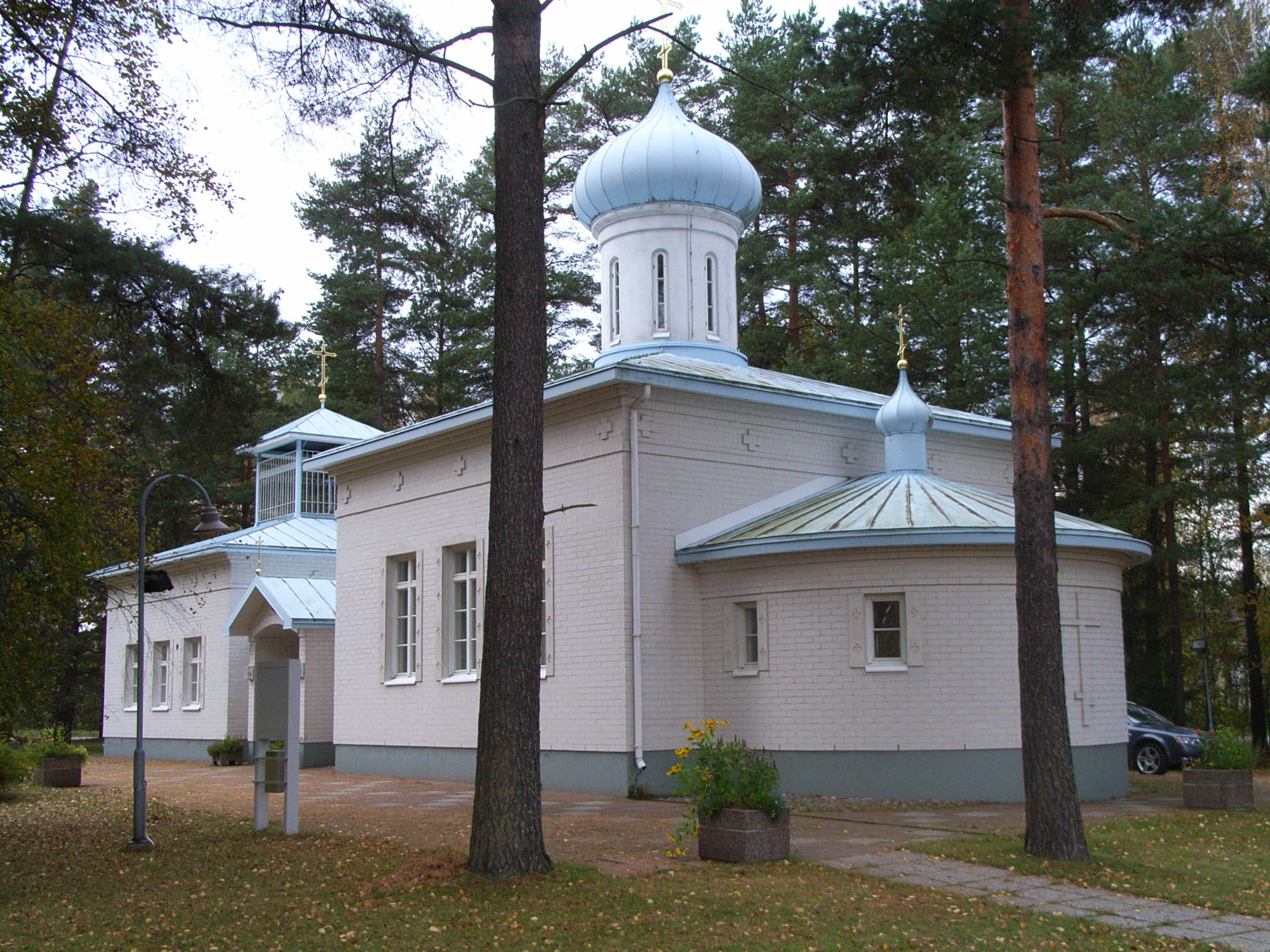
L'église orthodoxe de Porvoo.
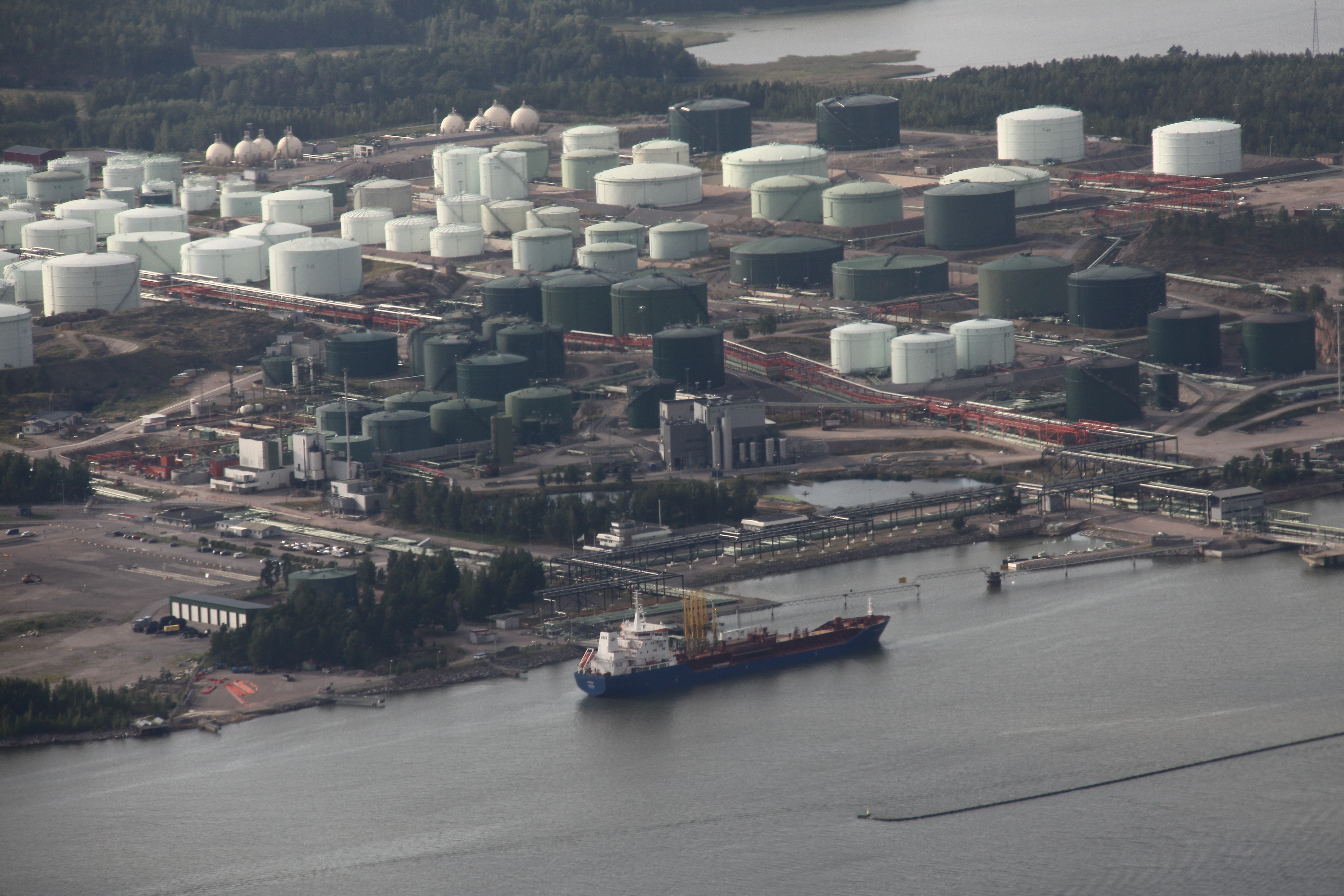
La raffinerie de Porvoo.
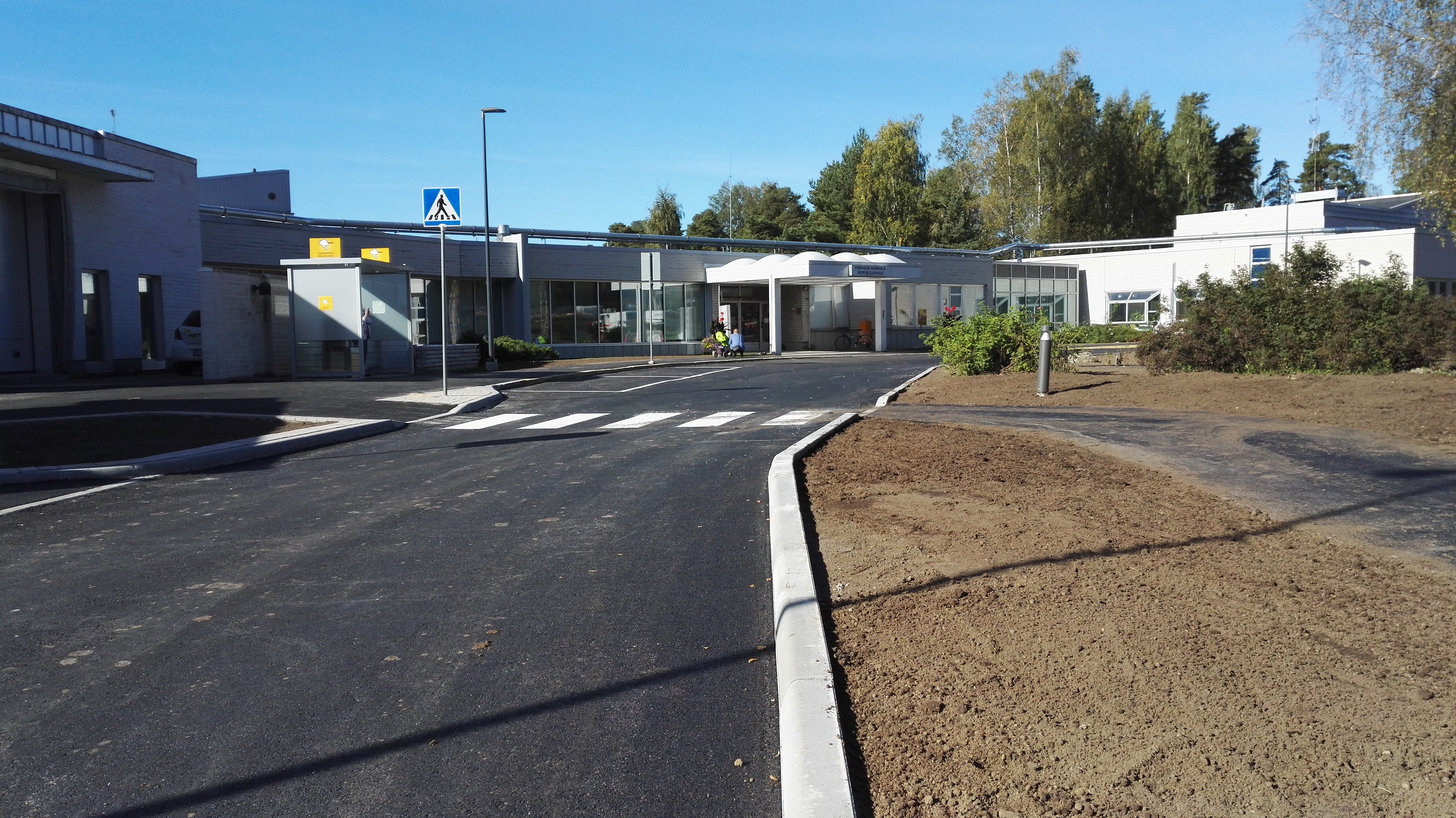
L'hôpital de Porvoo.
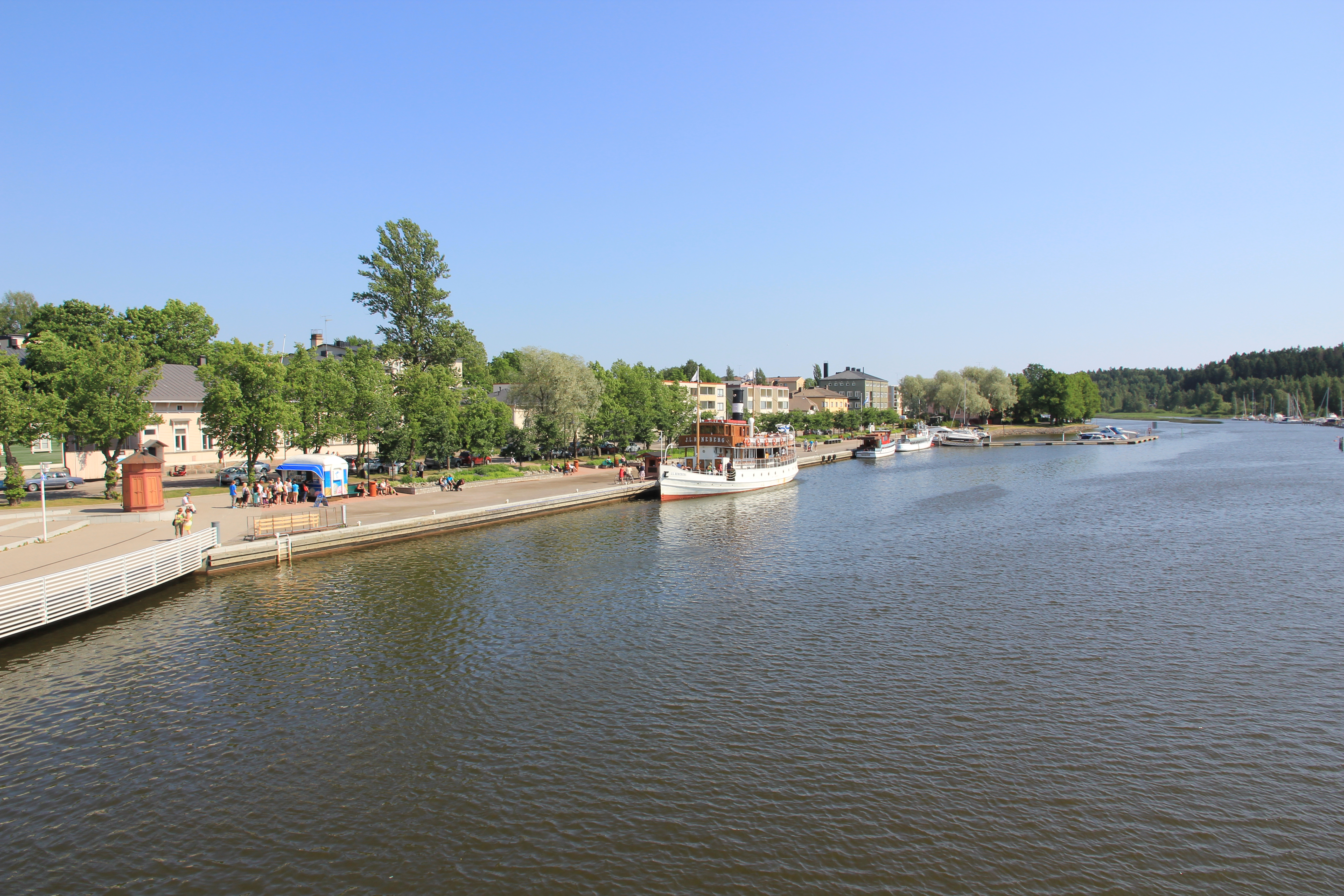
La rivière Porvoonjoki vue du pont d'Aleksanterinkatu.
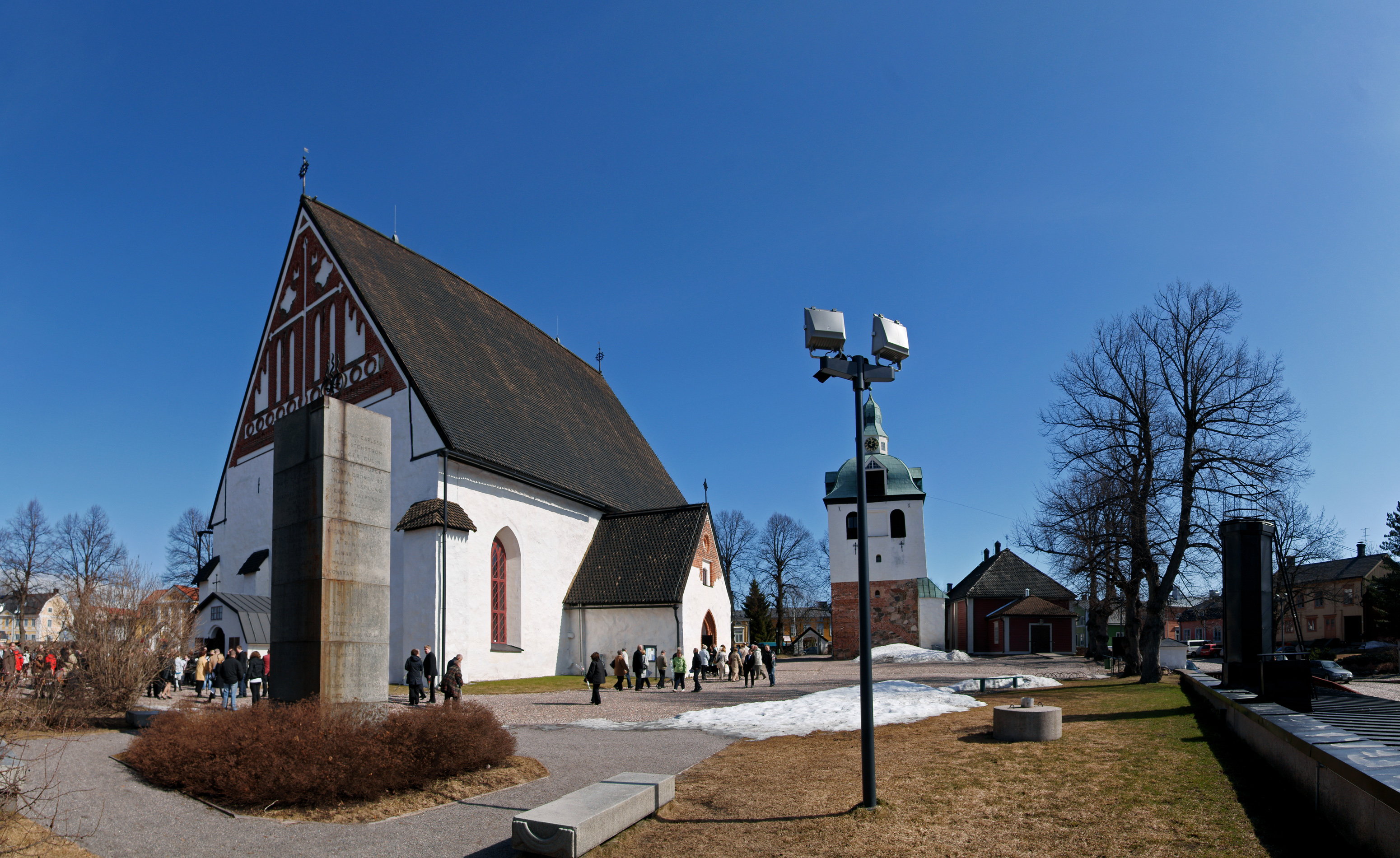
La cathédrale de Porvoo.